# Dianthus tripunctatus
Dianthus tripunctatus är en nejlikväxtart som beskrevs av James Edward Smith. Dianthus tripunctatus ingår i släktet nejlikor, och familjen nejlikväxter. Inga underarter finns listade i Catalogue of Life.